# 雷諾森鎮區 (北卡羅萊納州蓋茨縣)
雷諾森鎮區（英語：Reynoldston Township）是位於美國北卡羅萊納州蓋茨縣的一個鎮區。

## 地方資料
雷諾森鎮區的面積為130.01平方千米，皆為陸地。根據2020年美國人口普查的數據，當地共有人口1464人，而人口密度為每平方千米11.26人。